# FloEFD
FloEFD — программа для моделирования течений и тепловых процессов, основанная на методе конечных объёмов. Разработана Mentor Graphics, в настоящее время принадлежит Siemens и входит в Simcenter.

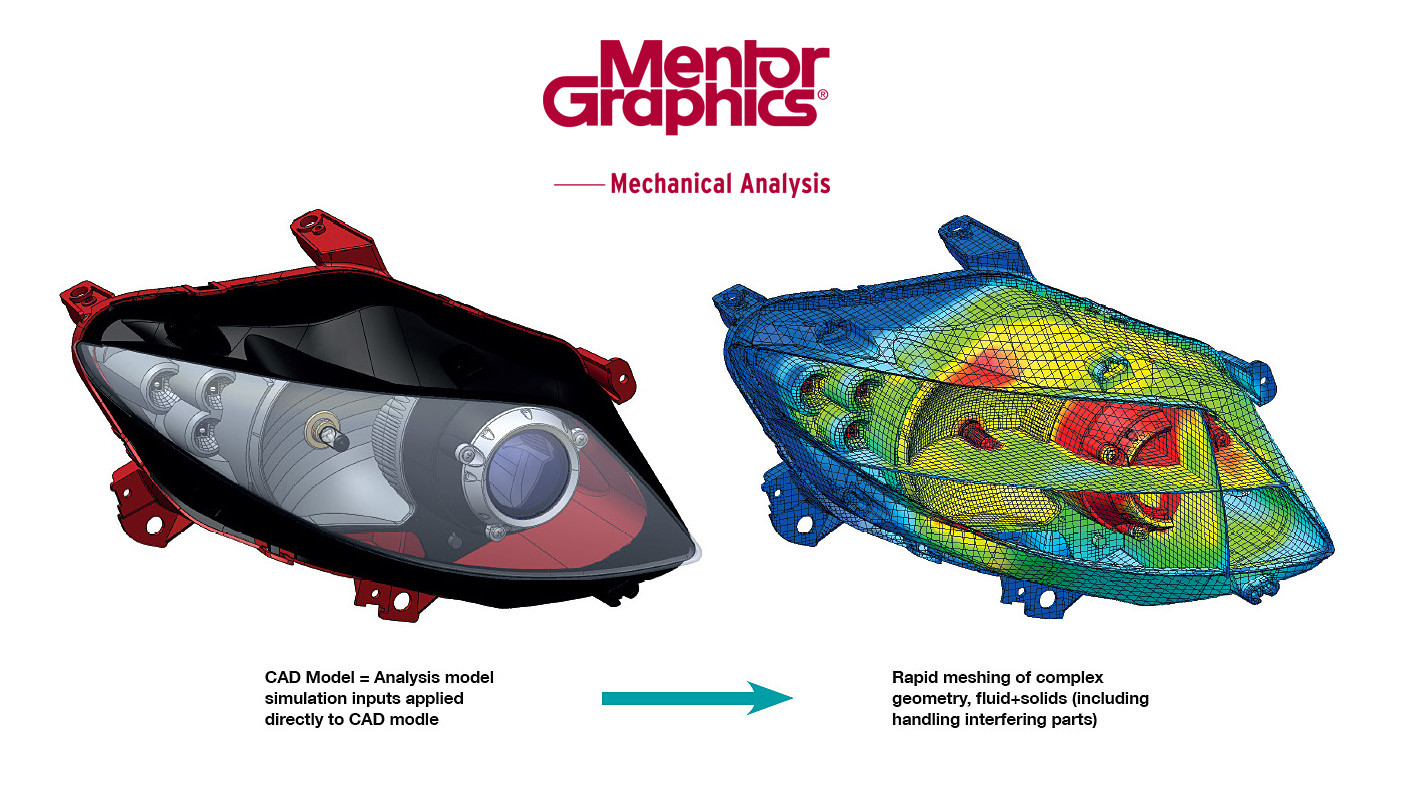
FloEFD CAD Model

## Функциональность
FloEFD позволяет проводить трёхмерные вычисления в области гидродинамики и анализировать показатели теплопередачи. Система представляет собой полнофункциональное решение инженерных задач в области гидрогазодинамики и теплообмена, встроенное в основные системы MCAD, такие как NX, Creo, CATIA V5, Solid Edge и SolidWorks.
Например, физик и блогер Робин Борнофф в качестве эксперимента использовал программный пакет FloEFD и трёхмерную CAD-модель коровы для определения её аэродинамических характеристик.

## Модули
- Adv CFD Module — позволяет проводить расчёты сверхзвуковых и гиперзвуковых течений воздуха и атмосферы Марса до числа Маха 30 в диапазоне температур 10К<T<20000K, давлений 3 Pa<P<1,2·108 Pa с учётом эффектов равновесной диссоциации и ионизации.[3]
- LED Module — имеет радиационную модель теплообмена, построенную на методе Монте-Карло, позволяющую рассматривать спектральные характеристики излучения, поглощения, отражения и преломления излучения в полупрозрачных телах (стёклах). Также имеет тепловую модель светодиодных ламп (LED) и позволяет проводить расчёт водяной плёнки на поверхностях, абсорбцию пара в материалы и испарение пара из материалов.
- HVAC Module — позволяет рассчитывать параметры комфортности и радиационную температуру в помещениях и отсеках. Предоставляет возможность расчёта распространения пассивных примесей, содержит модель радиационного теплообмена, основанную на методе дискретных ординат (DO).
- Embedded HEEDS — позволяет проводить исследования оптимизации для нескольких входных параметров с использованием технологии оптимизации HEEDS MDO.
- Electronics Cooling Module — имеет в своём составе ряд инженерных моделей для расчёта электронных компонентов и расширенную инженерную базу материалов и характеристик электронных компонентов, а также возможность моделирования тепловыделения при прохождении постоянного электрического тока.[4]
- FloEDA Bridge — позволяет автоматизировано передавать модели печатных плат (PCB).
- BCI-ROM and Package Creator — позволяет смоделировать тепловые модели корпусов электронных плат.
- Power Electrification — позволяет смоделировать электрическую батарею.
- T3Ster AutoCalibration — добавляет возможность сопоставления моделей с измерениями, записанными с помощью измерительного оборудования T3STER.
- Electronics Cooling Center — включает в себя функциональность модулей Electronics Cooling, EDA Bridge, BCI-ROM and Package Creator, Power Electrification и T3Ster AutoCalibration.